# Graciete Santana
Graciete Moreira Carneiro Santana (ur. 12 października 1980 w Serra Preta, zm. 16 września 2021) – brazylijska lekkoatletka specjalizująca się w biegach długodystansowych. Olimpijka.
Santana w sierpniu 2016 wystartowała w olimpijskim maratonie – podczas biegu w Rio de Janeiro uzyskała czas 3:09:15, zajmując 128. pozycję.
Rekord życiowy: maraton – 2:38:33 (21 lutego 2016, Sewilla).

## Osiągnięcia
| Rok  | Impreza              | Miejsce        | Konkurencja | Pozycja      | Wynik   |
| ---- | -------------------- | -------------- | ----------- | ------------ | ------- |
| 2016 | Igrzyska olimpijskie | Rio de Janeiro | maraton     | 128. miejsce | 3:09:15 |